# تينا ديتزه
تينا ديتزه (بالألمانية: Tina Dietze)‏ (و. 1988  م) هي راكبة الكنو ألمانية، ولدت في لايبزيغ، شاركت في الألعاب الأولمبية الصيفية 2012، وركوب الكنو في الألعاب الأولمبية الصيفية 2012 – سيدات كاياك 4 500 متر ‏، وركوب الكنو في الألعاب الأولمبية الصيفية 2012 – سيدات كاياك مزدوج 500 متر ‏، وسباق القوارب في الألعاب الأولمبية الصيفية 2016.

## جوائز
حصلت على جوائز منها:
- ورقة شجر الغار الفضية.

## روابط خارجية
- تينا ديتزه على موقع الاتحاد الدولي للكانو (الإنجليزية)
- تينا ديتزه على موقع اللجنة الأولمبية الدولية (الإنجليزية)
- تينا ديتزه على موقع أوليمبيديا (الإنجليزية)
- تينا ديتزه على موقع اللجنة الأولمبية الألمانية (الألمانية)